# マホロ一生
マホロ 一生（まほろ いっせい、Issey Jose Maloho、1985年3月24日 - ）は、東京都出身の元サッカー選手。現役時代のポジションはGK。
香港では馬浩龍として知られている。

## クラブ歴
川崎フロンターレの下部組織に在籍し、ボストンカレッジに進学した。2006年にUSLプレミアデベロップメントリーグのオーシャン・シティ・ノーイースターズで8試合出場した。その後は金融業界に就職した。
2010年に香港に移り、アマチュアとして香港足球会に加入。その後、香港プレミアリーグへチームを昇格させた。

## 家族
父がコンゴ民主共和国人で、母が日本人。二人は北京で出逢った。 